# یوری ملیک-اوهانجانیان
یوری آوتیسی ملیک-اوهانجانیان (ارمنی: Յուրի Ավետիսի Մելիք-Օհանջանյան؛ زادهٔ ۱۹۴۰ - درگذشته ۱۷ دسامبر ۲۰۱۸) یک سیاستمدار اهل ارمنستان است که از تاریخ ۱۹ دسامبر ۱۹۸۵ تا تاریخ ۳ دسامبر ۱۹۹۰ سمت وزیر فرهنگ ارمنستان شوروی را برعهده داشت.

## زندگی‌نامه
در ۱۹۴۰ در ایروان به دنیا آمد و از دانشکده لغت‌شناسی دانشگاه دولتی ایروان (۱۹۶۲) فارغ‌التحصیل شد.  وی برادر آکادمیسین کاراپت ملیک-اوهانجانیان بود. وی در ۱۷ دسامبر ۲۰۱۸ در سن ۷۹ سالگی درگذشت.